# 施莱德 (忍者神龟)

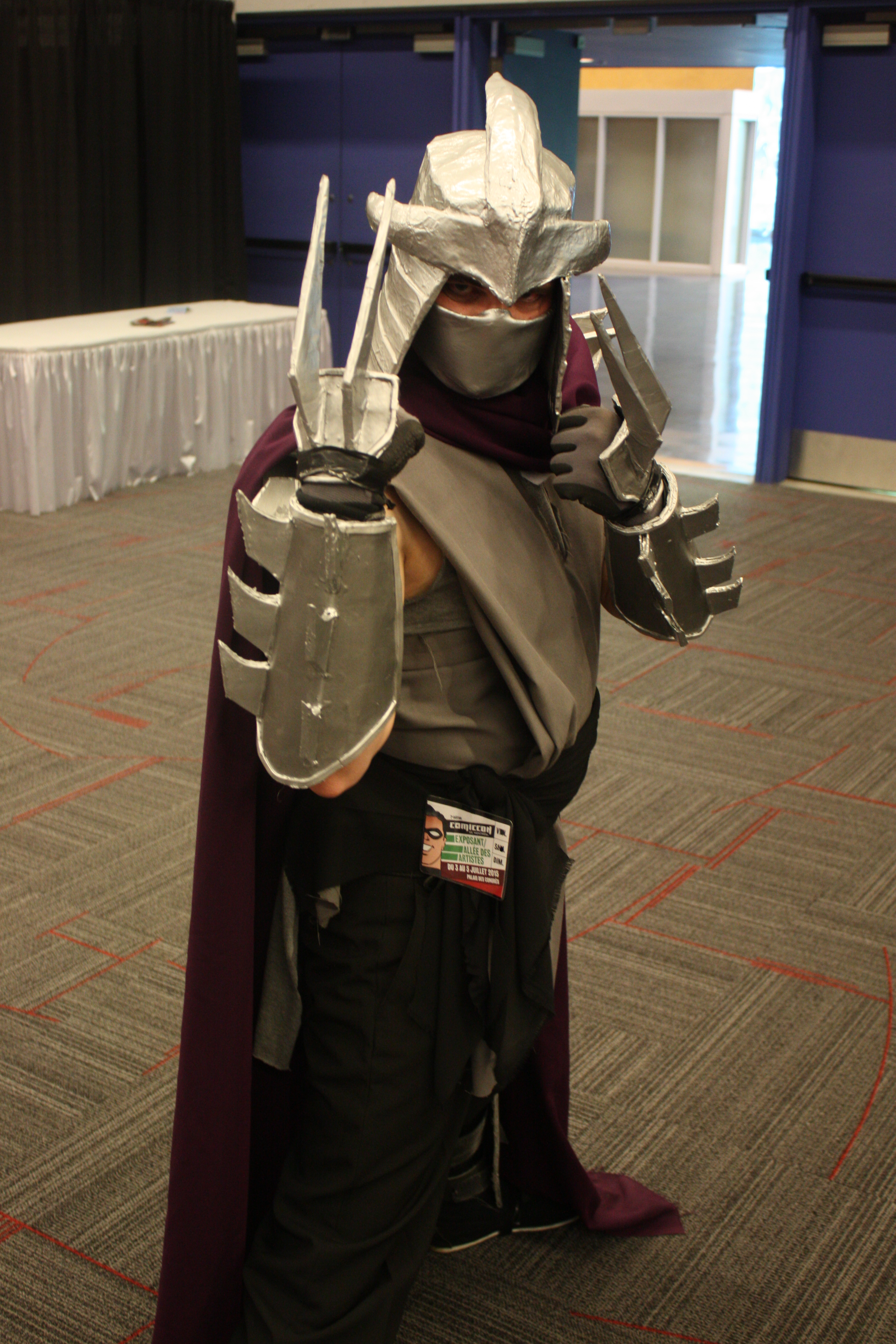
此圖為cos成許瑞德的cosplayer

許瑞德（小禄崎），（Shredder）是一个虚构的角色，在《忍者神龟》漫画及其相关作品中是主要反派。在每一个忍者神龟的故事中，他一直都是忍者龜们的主要敌人。他也是大脚帮的领袖。在原作中，為了替兄弟復仇，努力修煉成為腳族中最強的忍者許瑞德，並前往美國紐約建立分部，親自殺死濱戶良和唐慎，但最後被濱戶良的寵物老鼠史林特（Splinter）所訓練的忍者龜殺死。

## 相關人物
小祿薙（Oroku Nagi）
在原作中，他是許瑞德的哥哥。曾與濱戶良互相爭奪一名叫唐慎（Tang Shen）的愛，而唐慎最後選擇了濱戶良，遭拒絕後，小祿薙試圖襲擊唐慎未果反遭濱戶良殺死，而濱戶良也被迫逃到紐約，這事情也導致小禄崎為了復仇而成為許瑞德。
唐雨（Tang Amaya）
唐慎的姊姊，她被許瑞德欺騙相信是濱戶良殺死唐慎，同時也成為許瑞德的手下和情人。
卑彌乎（Pimiko）
許瑞德的女兒，在原作v3漫畫（Image）中出場，她與忍者龜關係是敵人，但有時會成為關係搖擺不定的盟友。

## 評論
在2009年，許瑞德被评为IGN的第39大漫画反派角色。